# Атаев, Сейитнияз
Сейитнияз Атаев (1924, Аннау — 2010, Ашхабад) — советский и туркменский прозаик, публицист-международник, Заслуженный работник культуры, Почётный старейшина народа, лауреат Государственной премии Туркменской ССР имени Махтумкули.

## Биография
Родился в 1924 году в селе Аннау под Ашхабадом в крестьянской семье.
В предвоенные годы учился на Ашхабадском и Кизыларбатском рабфаках, в начале войны окончил военное училище и уже после войны — партийную школу и вечернее отделение Туркменского государственного университета им. А. М. Горького.
В 1942 году ушёл на фронт. Командовал взводом, ротой, батальоном. Во главе разведгруппы много раз ходил в тыл врага, к партизанам. Войну окончил начальником разведки полка на Эльбе.

## Творчество
Его перу принадлежат переводы на туркменский язык многих произведений классиков. Им переведены роман Льва Толстого «Воскресение», повести Ивана Тургенева, произведения советских писателей, а также с английского рассказы Эрнеста Хемингуэя и Эрскина Колдуэлла, индийских писателей. Принимал непосредственное участие в создании новых социально-экономических, научных терминов на туркменском языке. Участвовал в составлении русско-туркменских, туркменско-русских словарей; опубликовал научный труд «Способы перевода устойчивых словосочетаний русского языка на туркменский».
В течение десяти лет вёл на телевидении передачу «Рассказы о героизме». Создал на киностудии «Туркменфильм» несколько киноочерков на зарубежные темы, выступал как сценарист, оператор и автор текста. Автор фильмов «Багдадские встречи», «Туркменские ворота в Дели». Автор сценария полнометражного художественного фильма «Смерти нет, ребята!»
Автор работ «Виновато ли колесо истории?», «Мой собеседник — американец», «Откуда вода в Каракумах?», «Размышления после проводов французского друга», «Предатель». Выпустил такие произведения как «Газап», «Кому нужен ветеран?», «Тереза», «Омур хасабаты», «Парадоксы войны». За сборник художественной публицистики и рассказов «Убеждение» Атаеву присуждена Государственная премия Туркменской ССР имени Махтумкули.
Автор книги очерков «Путешествие по Индии», статей по проблемам афро-азиатской солидарности, укрепления дружбы между народами.

## Общественная деятельность
Долгое время работал членом правления и председателем иностранной комиссии СП ТССР, зам. Председателя Туркменского комитета солидарности стран Азии и Африки, Председателем ветеранов войны и труда ТССР.
После принятия независимости Туркменистана Атаев был избран председателем Совета ветеранов войны и труда Туркменистана. Неоднократно избирался на должность председателя, несмотря на то, что председатель не имеет права избираться на третий срок.
Народный депутат СССР от Всесоюзной организации ветеранов войны и труда.

## Награды
- орден «Красного Знамени»,
- орден «Александра Невского»,
- орден «Отечественной войны» 2-й степени,
- орден «Красной Звезды»,
- медали Советского Союза,
- медаль «Гайрат»;
- две почётные грамоты Президиума Верховного Совета ТССР.

За активное участие в подготовке и проведении Всемирного Конгресса миролюбивых сил в Москве награждён Почетной грамотой Конгресса.
Присвоены звания: Заслуженный деятель культуры, Почётный старейшина народа.